# George Harper
George Harper (Basingstoke, 10 juli 1992) is een Engels wielrenner die anno 2016 rijdt voor ONE Pro Cycling.

## Carrière
In 2015 nam Harper deel aan de eerste Ronde van Yorkshire. In de derde etappe haalde hij aankomstplaats Leeds echter niet. De Ronde van Groot-Brittannië van dat jaar reed Harper wel uit, hij eindigde op plek 68 op bijna anderhalf uur van winnaar Edvald Boasson Hagen.

## Ploegen
- 2013 –  Team IG-Sigma Sport (vanaf 1-8)
- 2014 –  Giordana Racing Team
- 2015 –  ONE Pro Cycling
- 2016 –  ONE Pro Cycling

Cronshaw · Edgar · Greenwood · Griffiths · Harper · Hawkins · Hayles · Jones · Moss · Mullen · Perett · Sybrandy · Whorall · Williams
Atkins · Barker · Baylis · Bellis · Białobłocki · Gardias · Harper · Hester · Hunt · Mould · Opie · P.Williams · S.Williams
Barker · Baylis · Białobłocki · Domagalski · Ebsen · Goss · Handley · Harper · House · Hunt · Lander · McCormick · Mortensen · O'Shea · Opie · Oram · Smith · Von Hoff · P.Williams · S.Williams